# Cinema in Africa
Nell'Africa subsahariana la cinematografia è stata presente, come fenomeno sociale, culturale ed economico, fin dagli albori del cinema. Le prime sale cinematografiche furono realizzate nei primi decenni del XX secolo (sostanzialmente nello stesso periodo in cui nascevano in Europa). Inoltre, l'Africa divenne molto presto anche una ambientazione apprezzata dai cineasti europei e statunitensi. Un vero e proprio cinema africano iniziò a svilupparsi solo più tardi, a partire dagli anni cinquanta.

## L'invenzione del cinema
L'invenzione del cinema fu portata in Africa fin dai suoi albori. Nel 1895 fu presentato al Grand Hotel di Johannesburg il cinetoscopio di Edison. L'anno seguente, un illusionista portava in Sudafrica un bioscopio proveniente dall'Alhambra Palace di Londra (ancora oggi, è diffuso in alcune zone del Sudafrica il termine "bioscopio" per riferirsi alle sale cinematografiche). Sempre nel 1896, all'Empire Theatre di Johannesburg, Robert William Paul fece una dimostrazione del proprio teatrografo; questo evento viene ricordato come la prima proiezione cinematografia nell'Africa subsahariana. Pochi anni dopo, nel 1905, si tenne la prima proiezione della storia dell'Africa occidentale, a Dakar.
Fra le prime riprese cinematografiche in Africa si possono ricordare quelle che documentarono gli ultimi anni delle guerre boere, fino alla presa di Pretoria, alla fine del XIX secolo; già da pochi anni dopo, comunque, l'Africa iniziò a essere utilizzata come ambientazione per molti film non documentaristici.

## L'Africa come ambientazione esotica
Nei primi decenni del cinema, l'Africa rappresentava lo scenario privilegiato per comunicare il senso dell'esotico e del selvaggio. La realtà africana era tipicamente rappresentata secondo lo stereotipo coloniale: natura lussureggiante e neri come fedeli e sottomessi servitori dell'uomo bianco. Jean Rouch identifica la primissima produzione filmica nel continente africano (a cui si riferisce con l'aggettivo "esotica") con la trasposizione filmica degli schemi tradizionali della letteratura coloniale, in cui l'ambientazione tende sostanzialmente a creare un effetto di spaesamento. Dei film realizzati dai pionieri Mélièrs e Pathé nei primi anni venti si sa ben poco, ma le informazioni tratte dai cataloghi suggeriscono che esse fossero fortemente influenzate dagli stereotipi dell'epoca e tendessero a rappresentare il nero come selvaggio (o addirittura cannibale), primitivo e in alcuni casi anche grottesco e buffo. Rouch identifica nel film La croisière noire di Léon Poirier un riferimento per analizzare l'approccio della cinematografia francese alla rappresentazione dell'Africa subsahariana. Il film, girato fra l'ottobre del 1924 e il giugno del 1925, documenta la prima traversata dell'Africa in automobile da nord a sud; pur essendo centrato sull'avventura automobilistica, il film è ricco di sequenze in cui l'ambientazione viene ripresa e fotografata con cura.
Questo approccio alla rappresentazione dell'Africa viene concettualmente proseguito anche in un vastissimo corpus di cinematografia soprattutto statunitense di cui i film di Tarzan sono un esempio paradigmatico. Questo genere di cinematografia insiste sullo stereotipo del selvaggio, enfatizzando temi e immagini come quello del presunto cannibalismo, i balli degli stregoni in costume, e via dicendo.

## Il cinema educativo coloniale
Nei primi decenni del XX secolo ebbe luogo in Europa e in Nordamerica un vasto dibattito sulle possibilità offerte dal cinema come strumento di educazione e istruzione per i giovani. Nel mondo coloniale, questa idea prese forma nella realizzazione di film pensati per educare le popolazioni locali. Uno degli esempi più noti in questo senso fu il BEKE (Bantu Educational Kinema Experiment, "esperimento di cinema educativo per i bantu"), che venne sviluppato fra il 1935 e il 1937 nelle colonie britanniche dell'Africa orientale e meridionale. Il BEKE portò alla realizzazione di un certo numero di film educativi che si proponevano di comunicare fondamentali principi di igiene e morale alle masse delle campagne africane. Fra i numerosi esempi di cinematografia di questo genere si può citare il film Two Brothers realizzato dalla Croce Rossa sudafricana allo scopo di combattere la diffusione delle malattie veneree; il film, tra l'altro, era deliberatamente progettato per incutere nel pubblico il terrore per il trattamento medico della sifilide, evidentemente nell'intento di favorire il diffondersi delle misure di prevenzione. Questo corpus cinematografico è in generale caratterizzato da riprese e sceneggiatura di livello modesto, adatte a essere comprese dalle masse incolte; un cliché comune era quello di usare due protagonisti, uno stupido (che si comportava male e ne pagava le conseguenze) e uno saggio (a cui succedeva l'opposto). Quasi sempre si tratta di film privi di sonoro o comunque senza dialoghi, cosa che era spesso dovuta alla difficoltà di gestire le realtà multilinguistiche delle colonie africane.
Strettamente correlato all'uso del cinema a scopo "educativo" c'è l'uso intenzionale del cinema come strumento di propaganda, che fu per esempio teorizzato E. G. Malherbe, capo dell'intelligence militare del Sudafrica negli anni quaranta.

## La filmografia documentaristica
In seguito alla diffusione delle esposizioni coloniali e dell'interesse per l'esotico da parte di musei, istituti di ricerca e teatri nazionali, emersero gradualmente connotazioni differenziate per le culture dell'Africa, dell'Asia e dell'America Latina. Un maggiore interesse per le caratteristiche naturali specifiche dell'Africa emerge già nei due successivi lavori di Poirier, girati nell'intervallo fra la prima e la seconda guerra mondiale: Cain, ambientato in Madagascar, e L'homme du Niger, realizzato insieme a Harry Baur nel delta del Niger, vicino alla città di Ségou (Mali). Un altro film documentaristico dell'epoca, ancora incentrato sulla rappresentazione del paesaggio naturale, fu realizzato da Marc Allégret accompagnando André Gide nel celebre viaggio in Congo.
Soprattutto dopo la seconda guerra mondiale e con l'inizio o la preparazione della decolonizzazione, la produzione documentaristica sull'Africa ha iniziato a focalizzare la propria attenzione sui popoli e le culture, con elementi di studio etnografico e antropologico. Un esponente estremamente rappresentativo di questa nuova tendenza è il francese Jean Rouch.

## Il cinema etnografico francese
Il clima favorito dalle prime esposizioni coloniali e dall'allora vigente paradigma evolutivo caratterizza la nascita del cinema etnografico. Le prime immagini definibili come antropologiche, legate all'Africa sub-sahariana, anticipano addirittura la nascita ufficiale del cinema ad opera dei Lumière (28 dicembre 1895): un altro francese infatti, il medico Felix Louis Regnault, nella primavera di quello stesso anno, realizzò alcune riprese con un apparecchio cronofotografico durante la celebre Esposizioni coloniali|Esposizione etnografica dell'Africa occidentale di Parigi. L'utilizzo di questo strumento, capace di scattare diverse immagini in sequenza ma non di restituirne l'illusione di movimento, consentiva di separare nettamente i fotogrammi e risultò come un ulteriore supporto alla classificazione di tipologie umane, già avviata dalla fotografia antropometrica della seconda metà del XIX secolo. Sebbene il concetto di razza non sia mai stato convalidato scientificamente, questa produzione di immagini ha indubbiamente dato luogo ad una percezione comune sempre più diffusa di una diversità biologica, dunque intrinseca tra gli esseri umani. Il ruolo svolto dalle Esposizioni universali nella costruzione di questa percezione è stato fondamentale: attraverso il cinema, le mostre, le riviste illustrate e le mises en scéne spettacolari si diffuse rapidamente e su vasta scala una vera e propria “iconografia del selvaggio”, rappresentato quasi sempre nudo o con i soli genitali coperti in ambientazioni scenografiche naturalistiche e posticce.  L'influenza di Regnault passò anche attraverso l'impostazione teorica e metodologica del cinema etnografico e della conservazione visiva delle culture attraverso i suoi mezzi, influenza che perdurerà almeno sino agli anni settanta del secolo scorso. L'antropologia francese esordisce nel panorama del cinema etnografico con l'opera di Griaule e dei suoi collaboratori (Michel Leiris in particolare per la raccolta di immagini statiche ed in movimento) sulla popolazione Dogon del Mali, nell'ambito della spedizione Dakar-Gibuti: Au pays Dogon e Sous les masques noirs raccontano alcuni aspetti della vita quotidiana, dai saperi tecnici alle pratiche religiose e il secondo lavoro in particolare si concentra sui rituali funerari e sugli usi simbolici delle maschere in uno dei villaggi della falesia di Bandiagara.
Nel 1936, Jean D'Esme girava nelle regioni orientali del Niger La Grande carovane, documentario etnografico che narra del viaggio di una carovana verso le miniere di sale di Bilma. Dello stesso anno, il documentario di G. H. Blanchon girato in Guinea, dal titolo Coulibaly à l'aventure: il fenomeno che si vuole descrivere è quello delle migrazioni giovanili dall'entroterra verso le città della costa, certamente uno dei più rilevanti in molte regioni dell'Africa occidentale sub-sahariana.
A partire dal secondo dopoguerra, la produzione di cinema etnografico in tutto il continente ha un forte incremento: lo sviluppo di una tecnologia più maneggevole e sofisticata, soprattutto per quanto riguarda l'aspetto sonoro, favorisce diverse sperimentazioni in cui fiction, descrizione etnografica e documentario si contaminano.
Il primo film del periodo è probabilmente Paysans noirs di Georges Régnier: la storia non è cambiata molto, si narra di una popolazione dell'Alto Volta (attuale Burkina Faso) che subisce da sempre l'oppressione del despota locale e solo grazie all'intervento dell'amministrazione coloniale conosce un po' di pace e di benessere. L'aspetto rilevante di quest'opera non è evidentemente nei contenuti ma nel fatto di essere stata realizzata completamente in Africa e di aver dato presenza scenica alle società e alle relazioni umane. Un altro esempio, potremmo dire opposto, dello stesso periodo in cui invece è il contenuto ad apportare un carattere innovativo è Le Sorcier noir di Thorold Dickinson, girato interamente negli studi di Londra sul tema dell'incontro/confronto tra cultura europea e cultura africana.
I lavori strettamente etnografici del periodo, come Ruanda e Fete chez les Hamba di Luc de Heusch, entrambi del 1955, danno vita a quel filone rappresentativo che si modella a partire dalla scrittura etnografica delle monografie inaugurata da Edward Evan Evans-Pritchard e in voga all'epoca. Nel primo lavoro si propone una lettura delle strutture di parentela presso i Tutsi del Ruanda e nel secondo si descrivono le problematiche sociali legate alle discendenze e ai lignaggi presso gli Hamba del Kasai, (ex Zaire).
In questi anni, il numero di film girati in Africa aumenta vertiginosamente André Leroi-Gourhan e Jean Rouch fondano il Comitato del Film Etnografico al fine di tenere corsi di specializzazione ai tecnici cinematografici e agli etnografi e promuovere la ricerca.
Dalla seconda metà degli anni cinquanta, Rouch si contraddistinguerà senz'altro per il suo particolarissimo contributo allo sviluppo dell'antropologia visuale e per l'originalità del suo sguardo sulle realtà africane della decolonizzazione.

## Il cinema d'autore in Africa: Appunti per un'Orestiade africana di Pier Paolo Pasolini.
Il continente africano è stato ed è tuttora molto utilizzato come scenario cinematografico per le sue peculiari caratteristiche fisiche, paesaggistiche, faunistiche e vegetali nonché per le popolazioni che lo abitano e che lo rappresentano: un esempio italiano di questa produzione in Africa e sull'Africa consiste in un “esperimento cinematografico” ad opera di Pier Paolo Pasolini che sceglie il preciso contesto storico dell'indipendenza dalle principali potenze coloniali europee (post 1959/60), come perfetta location per realizzare il secondo, cronologicamente, dei film dedicati ai tre grandi eroi mitici del mondo greco antico: Edipo, Medea e per l'appunto Oreste. Pasolini visita alcune regioni dell'Africa centrale dei Grandi Laghi e legge nella realtà che incontra una permanenza dell'antico mondo greco.
Il documentario propedeutico al “film da farsi”, che si potrebbe definire come un vero e proprio taccuino d'immagini in movimento, consiste di tre diversi tipi di materiale filmico: il primo è a tutti gli effetti un documentario di viaggio, girato durante due soggiorni in Uganda e Tanzania rispettivamente nel dicembre del 1968 e nel febbraio del '69 completato da alcuni cinegiornali della guerra in Biafra (1967/69); l'obiettivo era quello di rintracciare i luoghi, i volti, gli oggetti per la trasposizione cinematografica dell'Orestea di Eschilo; il secondo girato riprende il dibattito/confronto tra Pasolini ed alcuni studenti africani dell'Università “La Sapienza” di Roma sull'idea stessa di ambientazione per la tragedia eschilea e sui risvolti delle vicende africane post-coloniali, mentre il terzo rappresenta una sorta di variazione sul tema e consiste in una jazz-session eseguita da Yvonne Murray e Archie Savage al FolkStudio di Roma.
Appunti per un'Orestiade africana costituisce dunque l'ultimo assemblaggio sperimentale pasoliniano sul materiale raccolto a partire dal 1959, anno della prima traduzione per la messinscena con Vittorio Gassman al Teatro greco,  di Siracusa nella primavera del 1960, fino all'ultimo montaggio del '70 e alla prima proiezione a Venezia, il 1º settembre del 1973, nel corso delle "Giornate del cinema italiano".
A differenza degli altri due progetti sul mito del mondo greco arcaico, s'interrompe, in questo specifico caso, la realizzazione del film vero e proprio anche se l'indagine visiva e antropologica avviata continuerà ad avere eco anche nei lavori successivi, in particolare in Medea (1971) e ne Il fiore delle mille e una notte (1974); così come s'interrompe anche quel progetto di maggior respiro per un “poema sul Terzo Mondo” che avrebbe riguardato Africa, India, Paesi Arabi, Sud America e ghetti afro-americani.
Negli Appunti per un'Orestiade africana ci imbattiamo in immagini fortemente contrastanti. Dopo la rassegna di volti alla ricerca dei personaggi principali (Agamennone, Pilade, Clitemnestra, Elettra, Oreste) e l'attribuzione del valore “popolare” al ruolo del coro, sottolineata dalle riprese della “gente colta nel suo daffare quotidiano, nella sua umile vita di ogni giorno” - dice Pasolini nel commento audio - si spalanca un silenzio imbarazzante e veniamo trasportati a Roma, in un'aula universitaria dove alcuni studenti d'origine africana discutono con il poeta/regista delle immagini viste e, in generale, di tutta l'operazione sincretica di ambientazione e rivisitazione. Le reazioni degli astanti appaiono piuttosto scettiche e solo pochi prendono la parola. Pasolini spiega qual è stato il suo percorso e in che modo ha rinvenuto delle analogie tra la due situazioni ma non sembra essere estremamente compreso se non da un giovane che sostiene l'ambientazione temporale all'alba dell'indipendenza degli stati africani (1959 in poi). Ancora un brusco passaggio e torniamo in Africa, questa volta alla ricerca di coloro che danno vita e senso alla tragedia eschilea: le Erinni, divinità ancestrali alla ricerca furiosa di Oreste, “irrapresentabili sotto l'aspetto umano”  non possono che essere rese attraverso ciò che più colpisce l'occhio dello straniero occidentale in Africa, secondo Pasolini: la smisurata e prorompente forza della natura. Saranno allora gli enormi manghi e baobab scossi dal vento ad evocare le Furie archetipali.
L'intento pasoliniano di utilizzare quanto più possibile i linguaggi non-verbali al fine di creare nello spettatore una partecipazione suggestiva è evidente tanto nelle musiche quanto nella ricerca delle danze e dei movimenti, scelti per questi Appunti; il brano del musicista jazz Gato Barbieri, in versione strumentale, risuona sin dalle prime sequenze, mentre scorrono le immagini della quotidianità africana e il regista espone brevemente la trama dell'Orestea di Eschilo;prosegue, accompagnando i momenti salienti del percorso d'indagine, per tutto il girato alla ricerca dei volti delle donne africane, possibili interpreti dei personaggi di Clitennestra, Elettra e Cassandra e ancora nel già citato passaggio in cui Pasolini, dopo il confronto con gli studenti africani, si accorge di quanto siano potenti e rappresentativi quegli elementi della natura nel trasporre l'arcaicità e la furia vendicativa delle Erinni.
Il momento della jazz-session, apparentemente dissonante rispetto al resto, va inteso in realtà come ulteriore rappresentazione dello stato di trasformazione e cambiamento; secondo questo principio, andrebbe interpretato anche il canto rivoluzionario russo che compare a più riprese sulle immagini girate presso le rive del lago Vittoria, dove inizia la ricerca dei volti e delle fisicità adatte a rendere i personaggi del coro e che accompagna le immagini girate sul traghetto che attraversa il lago Vittoria, tra contadini che si recano al mercato e operai, così come segue il momento in cui il regista, diretto a Kigoma, attraversa i luoghi e gli spazi, selezionandone alcuni in cui ambientare il futuro film (i mercati assolati di due cittadine incontrate sulla strada). Ancora, il brano presenzia le sequenze della gestualità quotidiana di donne che portano pesanti catini d'acqua, bambini, giovani venditrici, benzinai, sarti, barbieri, insomma quel mentre di vita comune "dove, come in tutto il mondo – commenta amorevolmente il regista – si fanno grandi chiacchiere";  accompagna l'uscita delle operaie da una fabbrica di Dar es Salaam per poi progressivamente defluire dapprima nelle riprese in una scuola vicino a Kigoma e infine nell'episodio in cui Pasolini dichiara di voler rendere le prime elezioni della storia occidentale istituite da Atena attraverso le prime elezioni dell'Africa indipendente, straordinariamente evocate sullo schermo mediante le immagini del tribunale di Dar es Salaam. Il canto rivoluzionario russo si sospende e lascia spazio alle danze wa-gogo eseguite per strada da alcuni giovani; lo ritroveremo nella sequenza finale del documentario, mentre la cinepresa immagazzina la dura realtà quotidiana di contadini intenti a coltivare i campi sotto l'impietoso sole equatoriale; ed ecco che arriva perciò, disincantato e acuto, lo sguardo del poeta regista che, dopo aver annunciato che "la conclusione ultima non c'è, è sospesa", ci lascia con quest'ultima affermazione:
“Una nuova nazione è nata, i suoi problemi sono infiniti, ma i problemi non si risolvono, si vivono. E la vita è lenta. Il procedere verso il futuro non ha soluzione di continuità. Il lavoro di un popolo non conosce né retorica né indugio. Il suo futuro è nella sua ansia di futuro; e la sua ansia è una grande pazienza.”